# 序拓撲
数学上，序拓撲是可以定義在任意全序集上的拓扑结构。 此為將实数的拓撲結構推廣到任意全序集上所得。 具有此種拓撲結構的拓撲空間稱為序空間。
如果 X 為全序集，則 X 的序拓扑由無界開區間
{\displaystyle (a,\infty )=\{x\mid a<x\}}
{\displaystyle (-\infty ,b)=\{x\mid x<b\}}
組成的準基生成，其中 a,b 取遍 X 的所有元素。這等價於，開區间
{\displaystyle (a,b)=\{x\mid a<x<b\}}
連同上述無界開區間組成序拓撲的一組基，換言之， X 內的開集可寫成該些開區間和無界開區間的（允許無窮）並。
若可對一个拓扑空间 X 的元素定義一個全序，使得該全序給出的序拓撲就是 X 自身的拓撲，則称 X 为可序化的 。 X 上的序拓撲使 X 成為一個完全正規的豪斯多夫空间。
實數集 {\displaystyle \mathbb {R} }、有理數集 {\displaystyle \mathbb {Q} }、整數集 {\displaystyle \mathbb {Z} } 和自然數集 {\displaystyle \mathbb {N} } 上的標準拓撲均為序拓撲。然而，無理數集 {\displaystyle \mathbb {R} \setminus \mathbb {Q} } 上的標準拓樸並不是序拓樸。

## 誘導拓扑
若 Y 為 X 的子集，則 Y 继承了 X 的全序。Y 因此具有序拓扑结构， 稱為导出拓扑。作为 X 的子集，Y 还有一个子空间拓扑。子空间拓撲至少比誘導拓撲更精細，但一般情況下它们不相同。
例如，考虑有理數集的子集 Y ={-1} ∪ {1/n}n∈N 。 在子空间拓扑中，單元集 {-1} 在 Y 中是開集，但在诱导拓扑中，任何含有 -1 的開集都必须包含 Y （除有限個以外）的所有元素。

## 全序空間的子空间拓撲不一定可序化
虽然上述 Y ={-1} ∪ {1/n}n∈N 的子空間拓撲不是由 Y 的誘導排序產生，它仍是 Y 上的序拓撲；事实上，在子空间拓撲中，每一点都是孤立的（即，單元集 {y} 是 Y 的開集），故子空间拓扑是 Y 上的離散拓撲（使得每一个子集都是 Y 的开集)，而任何集上的离散拓扑都是序拓扑。要定义 Y 的全序使得其产生的序拓扑是 Y 上的離散拓撲，只需修改 Y 上的誘導排序，使得 -1 是最大的元素，並保持其他元素的大小次序。於是，在新的排序（称為 <1 ）中，有 1/n <1 -1 對任意 n∈N 均成立。這樣，<1 在 Y 中給出的序拓撲是離散的。
以下將定義一個序空間 X 及其子集 Z ，使得不存在 Z 上的全序給出一個序拓撲與 Z 的子空間拓撲完全一樣。換言之，儘管該子空間拓撲為某序空間的子空間拓撲，其不為序拓撲。
取 {\displaystyle Z=\{-1\}\cup (0,1)} 為實數軸的子集。同上可知，Z 上的子空间拓扑不等于 Z 上诱导的序拓扑。且可證，Z 上的子空间拓扑不等于 Z 上的任何序拓扑。
用反證法。假设 Z 有一個严格全序 < ，使得 < 給出的序拓撲等于 Z 的子空間拓撲（注意，並未假定 < 是 Z 上的誘導排序，即 < 可以是任意一种新的全序）。區間也相應地按 < 理解，下同。 此外，如果 A 和 B 是集合，則 {\displaystyle A<B} 表示：對任意 A 的元素 a 和 B 的元素 b ，都有 {\displaystyle a<b} 。
設 M=Z \{-1} 為單位開區間，則 M 連通。若 m,n ∈ M 且 m<-1<n ，則 {\displaystyle (-\infty ,-1)} 和 {\displaystyle (-1,\infty )} 是 M 的分隔，矛盾。因此，M<{-1} 或者 {-1}<M 。不妨設 {-1}<M 。因 {-1} 是 Z 的開集，存在 M 中的一點 p 使得 (-1, p ) 為空。又因 {-1}<M ，-1 是唯一小于 p 的元素，因此 p 是 M 中最小的。但這樣，M \ {p}=A ∪ B，其中 A 和 B 是實軸上不相交的兩個開集（從實軸上的開區間去除一点，剩下的是兩個開區間）。由連通性，没有 Z \B 中的點在排序後介於 B 的兩點之間，也没有 Z \A 中的點在排序後介於 A 的兩點之間。因此，任何一个 A<B 或 B<A. 又不妨設 A<B. 如果 a 為 A 中任何一点，則 p<a ，且 (p, a){\displaystyle \subseteq }A. 又 (-1, a) = [p, a)，因此 [p, a) 是开集。而 {p}∪A = [p, a)∪A，因此 {p }∪A 是 M 的開子集，因此 M = ({p }∪A) ∪ B 把 M 分割成兩個不相交的開集，這與 M 連通矛盾。
拓撲結構為序拓撲的空間稱為序空間，而序空间的子空間称为廣義序空间。因此，以上例子 Z 是一个廣義序空间，但不是一個序空間。

## 左、右序拓扑
類似的拓扑结构有：
- X 上的右序拓扑，其具有 (a, ∞) 形式的開集（包括 (-∞, ∞) ）。[1]
- X 上的左序拓扑，其具有 (−∞, b) 形式的開集（包括 (-∞, ∞) ）。

左序拓撲和右序拓扑可作為點集拓扑學上的一些反例。例如，有界集上的左序拓撲或右序拓扑是紧空间，但不是豪斯多夫的。
集合論裏，左序拓扑給出一個布尔代數上的標準拓撲。

## 序數空间
对于任何序数 λ ，序數集
{\displaystyle [0,\lambda )=\{\alpha \mid \alpha <\lambda \}}
{\displaystyle [0,\lambda ]=\{\alpha \mid \alpha \leq \lambda \}}
具有自然的序拓撲結構。这種拓撲空間空间称为序數空间。（注意，按照集合論通常構造序數的方法，有 λ =[0,λ) 和 λ +1=[0,λ] ）显然，當 λ 為無窮序數時，情況較複雜；否则，對於有限的序數，其序拓扑是简单的离散拓扑。
当 λ = ω （最小的无窮序數）時，空间 [0,ω) 只是 N 及其往常的離散拓扑，而 [0,ω] 則是單點緊化的 N 。
當 λ = ω1 （即所有可数序數組成的集合）時，情況有所不同。元素 ω1 是子集 [0,ω1) 的极限点，但不存在 [0,ω1) 中的序列以 ω1 为極限。確切地說，[0,ω1]不是第一可数的。然而，子空间 [0,ω1) 是第一可数的，因為唯一無可数邻域系的點是 ω1. 其他性質包括
- [0,ω1) 和 [0,ω1] 皆不可分，也不第二可数。
- [0,ω1] 是紧的，同时 [0,ω1) 序列緊且可数紧，但不是緊的，也不是仿緊的。

## 参見
- 長直線